# Takaaki Sugino
Pour les articles homonymes, voir Sugino.
Takaaki Sugino (杉野 正尭, Sugino Takaaki), né le 18 octobre 1998  dans la préfecture de Mie, est un gymnaste artistique japonais.

## Biographie
En 2024, Sugino fait partie de l'équipe représentant le Japon aux Jeux olympiques d'été de 2024 à Paris, aux côtés de Wataru Tanigawa, Shinnosuke Oka, Kazuma Kaya et Daiki Hashimoto. L'équipe remporte la médaille d'or du concours général par équipe.

## Palmarès

### Jeux olympiques
- Paris 2024
  -  médaille d'or au concours général par équipe